# Video Hustler
Video Hustler (ビデオハスラー?, Bideo Hasurā), in Nord America noto come Lil' Hustler, è un videogioco sportivo per arcade incentrato sul biliardo. Sviluppato nel 1981 dalla Konami, il titolo venne convertito solo ed esclusivamente per la console MSX.
È stato emulato per la prima volta ed era disponibile all'interno del programma Game Room di Xbox Live.

## Modalità di gioco
Video Hustler simula il biliardo americano a sei buche. Possono giocare fino a due giocatori contemporaneamente, ma devono essere effettuati turni alternati. Essi usano il joystick per spostare il marcatore in direzione della palla bianca e usano il pulsante di tiro per tirare le palle. Le palle vengono lasciate cadere nelle buche in ordine numerico e il giocatore che lascia cadere la sesta palla per ultima vince. I punti vengono calcolati moltiplicando il numero delle palle per 100 punti e più palle consecutive vengono imbucate, più alto è il moltiplicatore. Se non riescono a imbucare le palle tre volte di seguito o mandano in buca la palla bianca, è un errore.

## Accoglienza
In Giappone, la rivista Game Machine elencò Video Hustler nel numero del 1º giugno 1983 come la ventiquattresima unità arcade di maggior successo del mese.